# Sky Saxon

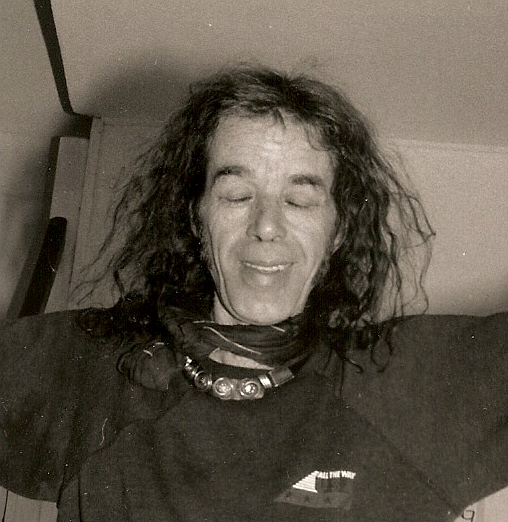
Sky Saxon, 1989

Sky Saxon (eigentlich Richard Elvern Marsh, * 20. August 1937 in Salt Lake City, Utah; † 25. Juni 2009 in Austin, Texas) war ein US-amerikanischer Rock-’n’-Roll-Sänger. Seine bekannteste Gruppe war in den 1960er-Jahren die Garage-Rock-Band The Seeds, in der er auch Bass und Mundharmonika spielte.
Saxon trat zu Beginn seiner Laufbahn unter dem Namen Little Richie Marsh auf und vermischte Doo Wop mit Pop. Nachdem er seinen Künstlernamen in Sky Saxon geändert hatte, begann er mit den Electra-Fires und den Soul Rockers zu spielen, bevor er dann 1965 zu der Psychedelic-Band The Seeds wechselte, die von Muddy Waters als America’s own Rolling Stones bezeichnet wurde.
In den 1990er-Jahren hatte er in Seattle einige spontane Jam-Auftritte mit regionalen Bands.
Als Sky Sunlight Saxon war er zuletzt mit einigen Musical-Vorhaben beschäftigt, mit denen auch seine letzte Band King Arthur’s Court in Verbindung stand. Sky Saxon gründete King Arthur’s Court unter anderem mit Djin Aquarian, dem ehemaligen Gitarristen von Ya Ho Wa 13. Die anderen Mitglieder waren Steve Kozyk aka Scones (Bass), Aaron Basler aka Aon Slane (Keyboard) und Justino Polimeni (Percussion).
Sky Saxon begann mit seiner früheren Band The Seeds, Songs zu schreiben und kleinere Konzerte in Kalifornien zu geben. Er arbeitete mit ihnen auch unter anderem an Projekten mit Kerry Brown und Billy Corgan.
Sky Saxon lebte zuletzt in Marin County, Kalifornien. Er starb am 25. Juni 2009 im Alter von 71 Jahren an Herz- und Nierenversagen.

## Diskografie
Singles
- 1960: There’s Only One Girl/What Chance Have I (als Dick Marsh)
- 1962: They Say/Darling, I Swear That It’s True (als Richard Marsh)
- 1963: Baby Baby Baby/Half Angel (als Richie Marsh & The Hoodwinks)
- 1963: Crying Inside My Heart/ Goodbye (als Little Richie Marsh)
- 1964: They Say/Go Ahead and Cry (als Sky Saxon & The Soul-Rockers)
- 1964: Do The Swim/Trouble With My Baby (als Sky Saxon & The Electra-Fires)
- 1965: Can’t Seem To Make You Mine/Daisy Mae (als The Seeds)
- 1965: Pushin’ Too Hard/Out of the Question (als The Seeds)
- 1966: Try To Understand/The Other Place (als The Seeds)
- 1966: Try to Understand/Pushin’ Too Hard/Evil Hoodoo (als The Seeds)
- 1965: Can’t Seem To Make You Mine/Tell Myself (als The Seeds)
- 1966: No Escape!/Excuse, Excuse/Can’t Seem To Make You Mine/Daisy Mae [EP] (als The Seeds & Sky Saxon)
- 1967: Mr. Farmer/No Escape (als The Seeds)
- 1967: Mr. Farmer/Up in Her Room (als The Seeds)
- 1967: Mr. Farmer/Up in Her Room/Pushin’ Too Hard/Try to Understand [EP] (als The Seeds)
- 1967: The Farmer/I Tell Myself/Rollin’ Machine/Pictures And Designs [EP] (als The Seeds)
- 1967: March of the Flower Children/A Thousand Shadows (als The Seeds)
- 1967: The Wind Blows Your Hair/ Six Dreams (als The Seeds)
- 1968: Satisfy You/900 Million People Daily (als The Seeds)
- 1969: Fallin’ Off The Edge Of My Mind/Wild Blood (als The Seeds)
- 1971: Bad Part Of Town/Wish Me Up (als The Seeds)
- 1971: Love In A Summer Basket/Did He Die (als The Seeds)
- 1972: Shuckin’ And Jiving/You Took Me By Surprise (als The Seeds)
- 1975: Diamonds In The Rough/Universal Stars (als Sunlight & Thee New Seeds/Universe Sun)
- 1976: Beautiful Stars/Universal Stars (als Sky Sunlight & Thee New Seeds)
- 1977: In Love With Life [EP] (als Stars New Seeds with Rainbow Stardust)
- 1984: Starry Ride [EP] (als Sky Sunlight Saxon & The Stars New Seeds Band)
- 1986: Paradise/Born To Be Wild [EP] (als Sky Saxon & SS-20)
- 1987: Dog = God (als Sky Saxon)
- 2004: The Singer Not The Song (als Sky Saxon & The Seeds)
- 2008: Sir Majik Love Her’s Le Chateau [4-Track-CD] (als Sky Sunlight Saxon & Dana Smith)

LPs
- 1966: The Seeds (als The Seeds)
- 1966: A Web Of Sound (als The Seeds)
- 1967: Future (als The Seeds)
- 1967: A Full Spoon Of Seedy Blues (als The Sky Saxon Blues Band)
- 1968: Raw & Alive - The Seeds In Concert At Merlin’s Music Box (als The Seeds)
- 1976: Lovers Cosmic Voyage (als Sunlight)
- 1977: Golden Sunrise (als Fire, Water, Air)
- 1977: Heavenly Earth (Live At The Orpheum Theatre) (als Stars New Seeds)
- 1984: Masters Of Psychedelia (als Sky Sunlight Saxon Universal Stars Peace Band)
- 1986: ...A Groovy Thing, Alternativtitel: Destiny’s Children (als Sky Sunlight Saxon & Fire Wall)
- 1986: Private Party (Live At The Cavern Club) (als Sky Sunlight Saxon & Purple Electricity)
- 1987: Takes & Glories (als Sky Sunlight Saxon & The Original Seeds)
- 1988: ...In Search Of Brighter Colors (als Sky Sunlight Saxon & Fire Wall)
- 1988: World Fantastic  (als Sky Sunlight Saxon & Fire Wall)
- 1989: Just Imagine (als Sky Sunlight Saxon Dragonslayers SSS)
- 1990: Breakin’ Through The Doors (als Sunlight Sky Saxon & The Dragonslayers)
- 1992: Flashback (als Sky Saxon’s USA)
- 1994: Down The Nile [CD] (als Fast Planet)
- 1995: Rockin’ The Croc/West Coast [CD] (als Fast Planet)
- 2002: Happy Now (als Happy Hour Band)
- 2004: Red Planet (als Sky Saxon & The Seeds)
- 2005: Transparency (als Sky Saxon)
- 2005: A Spring Honeymoon With God & Family (als King Arthur’s Court)
- 2006: Tyrants In The House (als Sky Sunlight Saxon’s Flights)
- 2007: SOS Radio - SSS Radio (als Atlantic Rising [Sky Sunlight Saxon & Dimetrius])
- 2008: Dragonslayer (als Sky Sunlight Saxon)
- 2009: Halt!/Amnesty (als The Seeds und The Royal Family)
- 2010: A Poetry of Love (Sky Sunlight Saxon and the Vibravoid)